# Descurainia pinnata
Descurainia pinnata là một loài thực vật có hoa trong họ Cải. Loài này được (Walter) Britton mô tả khoa học đầu tiên năm 1894.